# 2006年トリノオリンピックのロシア選手団
2006年トリノオリンピックのロシア選手団（2006ねんトリノオリンピックのロシアせんしゅだん）は、2006年2月10日から2月26日までイタリアのトリノで開催された2006年トリノオリンピックのロシア選手団、およびその競技結果。

## 概要
前回2002年ソルトレークシティオリンピックでは金メダル5個を含む合計13個のメダルであったが、今大会は金メダル8個を含む合計22個のメダルを獲得した。
バイアスロンの女子15km個人でオリガ・プイレワは2位となったが、ドーピング違反のため失格となり銀メダル剥奪となった。代わって4位だったアルビナ・アハトワが繰り上がり銅メダルを獲得した。

## メダル
| メダル | 選手名 | 競技                   | 種目                 |
| ------ | --- | ---------------------- | -------------------- |
| 金     | エフゲニー・デメンティエフ                                                                                         | クロスカントリースキー | 男子30kmパシュート   |
| 金     | スベトラーナ・イシムラトワ                                                                                         | バイアスロン           | 男子15km個人         |
| 金     | タチアナ・トトミアニナ マキシム・マリニン                                                                          | フィギュアスケート     | ペア                 |
| 金     | スベトラーナ・ジュロワ                                                                                             | スピードスケート       | 女子500m             |
| 金     | エフゲニー・プルシェンコ                                                                                           | フィギュアスケート     | 男子シングル         |
| 金     | ナタリア・バラノワ ラリサ・クルキナ ユリヤ・チェパロワ エフゲニア・メドベデワ                                      | クロスカントリースキー | 女子4×5kmリレー      |
| 金     | タチアナ・ナフカ ロマン・コストマロフ                                                                              | フィギュアスケート     | アイスダンス         |
| 金     | アンナ・ボガリ スベトラーナ・イシムラトワ オリガ・ザイツェワ アルビナ・アハトワ                                    | バイアスロン           | 女子4×6kmリレー      |
| 銀     | アリベルト・デムチェンコ                                                                                           | リュージュ             | 男子1人乗り          |
| 銀     | ドミトリー・ドロフェエフ                                                                                           | スピードスケート       | 男子500m             |
| 銀     | イワン・チェレゾフ セルゲイ・チェピコフ パベル・ロストフツェフ ニコライ クルグロフ                                 | バイアスロン           | 男子4×7.5kmリレー    |
| 銀     | ユリヤ・チェパロワ                                                                                                 | クロスカントリースキー | 女子30kmフリー       |
| 銀     | アレクサンドル・ズブコフ フィリップ・エゴロフ アレクセイ・セリベルストフ アレクセイ・ヴォエヴォダ                  | ボブスレー             | 男子4人乗り          |
| 銀     | エフゲニー・デメンティエフ                                                                                         | クロスカントリースキー | 男子50kmフリー       |
| 銅     | エフゲニア・メドベデワ                                                                                             | クロスカントリースキー | 女子15kmパシュート   |
| 銅     | アルビナ・アハトワ                                                                                                 | バイアスロン           | 女子15km個人         |
| 銅     | イワン・アリポフ ヴァシーリー・ロチェフ                                                                            | クロスカントリースキー | 男子チームスプリント |
| 銅     | エカテリーナ・アブラモワ エカテリーナ・ロビシェワ スベトラーナ・ビソコワ バルバラ・バリシェワ ガリーナ・リカショワ | スピードスケート       | 女子チームパシュート |
| 銅     | アルビナ・アハトワ                                                                                                 | バイアスロン           | 女子10km複合         |
| 銅     | アレナ・シドコ | クロスカントリースキー | 女子スプリント       |
| 銅     | イリーナ・スルツカヤ                                                                                               | フィギュアスケート     | 女子シングル         |
| 銅     | ウラジーミル・レベデフ                                                                                             | フリースタイルスキー   | 男子エアリアル       |